# Jezioro Wilczkowo
Der Wilczkowo (deutscher Name Völzkowsee) liegt im nordwestlichen Polen in der Woiwodschaft Westpommern und gehört zur Pommerschen Seenplatte.
Der Wilczkowo gehört zur Gmina Złocieniec (Falkenburg) im Kreis Drawsko (Dramburg) am Südrand des Drawski Park Krajobrazowy (Landschaftsschutzpark Dramburg) der Pojezierze Drawskie (Dramburger Seenplatte) und ist nicht zu verwechseln mit dem gleichnamigen, aber ungleich kleineren See bei Wilczkowo (Völzkow, Kreis Belgard-Schivelbein) in der Gmina Brzeżno (Briesen).
Der See ist vier Kilometer lang und umfasst eine Fläche von 300 Hektar. Seine maximale Tiefe beträgt 27 Meter. Eingebettet in eine Waldlandschaft wird seine Wasserqualität als erstklassig gerühmt. 